# 待川匙
待川 匙（まちかわ さじ、1993年 - ）は、日本の小説家。徳島県生まれ、滋賀県育ち。北海道在住。会社員。

## 経歴
中学生時代に文芸誌と出会い、文学への関心を深める。大学では野崎歓や阿部公彦のクラスを受け、川野芽生と同じ短歌サークルで活動。千種創一が創刊した短歌同人誌『中東短歌』にも参加した。大学中退後はフリーターや派遣社員として働き、コロナ禍をきっかけに移住した北海道でITエンジニアの職に就く。
2024年、「光のそこで白くねむる」で第61回文藝賞を受賞し、小説家としてデビューする。2025年、同作で第38回三島由紀夫賞候補。

## 作品リスト

### 単行本
- 『光のそこで白くねむる』（河出書房新社、2024年11月）
  - 初出:『文藝』2024年冬季号

### 単行本未収録
エッセイなど
- 「温泉、餃子が飛ぶ」（『文學界』2025年1月号、文藝春秋）
- 「読書日録」（『すばる』2025年4月号 - 6月号、集英社）
- 「天気の話」（『新潮』2025年8月号、新潮社）